# 陳彥廷 (1982年)
陳彥廷（1982年11月25日—），台灣男演員。

## 經歷
2007年-2010年曾任青少年表演藝術聯盟藝術總監，2017年客語教育中心客語傳承及文化觀摩藝術總監，榮獲2018年基隆市青年節表揚活動「基隆囝仔好本事」獲選者-為夢想努力的基隆青年，並於2022年榮獲國立基隆高級中學傑出校友，繼擔任崇右影藝科技大學影視傳播系及演藝事業系系主任之後，現接任崇右影藝科技大學研究發展處之研發長。

## 電視劇
| 年份   | 頻道       | 劇名                | 角色     |
| 2013年 | 民視       | 廉政英雄—永不低头   | 周漢瑋   |
| 2013年 | 民視       | 風水世家            | 江鴻昇   |
| 2014年 | 民視       | 龍飛鳳舞            | 羅文山   |
| 2014年 | 民視       | 廉政英雄—无毒有我   | 呂永安   |
| 2015年 | 民視       | 嫁妝                | 阿海     |
| 2015年 | 民視       | 星座愛情水瓶女      | 魯納     |
| 2015年 | 大愛電視台 | 金門大國銘          | 戴竹籐   |
| 2015年 | 大愛電視台 | 萬里桂花香          | 萬全朕   |
| 2016年 | 民視       | 廉政英雄—谁是继承人 | 蕭源財   |
| 2016年 | 大愛電視台 | 愛的人生路          | 余天祐   |
| 2018年 | 華視       | 莒光園地—不能沒有你 | 周承漢   |
| 2018年 | 華視       | 莒光園地—廉潔的重要 | 陶名揚   |
| 2018年 | 華視       | 莒光園地—假日琴聲   | 法制官   |
| 2018年 | 民視       | 大時代              | 伍家輝   |
| 2021年 | 民視       | 孟婆客棧            | 卓董     |
| 2022年 | 民視       | 市井豪門            | 林海全   |
| 2022年 | 民視       | 決勝的揮拍          | 孫教練   |
| 2025年 | 大愛電視台 | 我們六個            | 眼科醫生 |
| 2026年 | 大愛電視台 | 臥龍好歲月          |          |

## 微電影
| 年份   | 劇名                                         | 角色 |
| 2014年 | Simmons 席夢思微電影：Bedtime Story 床邊故事 |      |
| 2015年 | 福樂微電影：午夜 自然零                      |      |

## 舞台劇/主持節目
- 2022-2023音樂時代劇場-台灣音樂劇首部曲《四月望雨》主要角色 飾演陳君玉
- 2022廣藝基金會《水上說書人》主要角色 飾演說書人一角
- 2020-2021夢蓮花戲劇坊舞台劇《大寶神珠》男主角 飾演鄂世
- 2020擔任國慶晚會在基隆-《民主台灣，自信前行-舞動基隆好時光》之總導演
- 2020臺灣科學節大型科學藝術舞臺劇《星空的立法者－克卜勒的一生》男主角飾演法布里
- 2018-2020廣藝基金會音樂劇-鄧麗君經典歌曲音樂劇《何日君再來》男主角飾何天祥-台灣巡演
- 擔任基隆市各界慶祝中華民國開國107年元旦升旗典禮《台灣頭，看日出》主持人
- 2016-2017音樂時代劇場音樂劇-葉俊麟懷念音樂劇《舊情綿綿》男主角 飾明峰-台灣巡演
- 擔任民視四季HD台、民視交通台《一起來運動》節目主持人
- 表演工作坊-賴聲川、王偉忠之《寶島一村》飾演重要角色 飾李子康-國家戲劇院
- 2014-2017教育部製作大型音樂劇《老師謝謝您》男主角 飾演古震東-台灣巡演
- 《高砂戀歌》原創音樂劇 新北市原民局-表演藝術培力計畫 男主角 飾演藤田
- 大風劇團大型音樂劇《金蕉歲月》男主角 飾蕉神 吳振瑞 國家戲劇院演出
- 華人莎劇導演楊世彭執導《羅密歐與朱麗葉》男主角 飾羅密歐-城市舞台
- 表演工作坊劇場史詩《如夢之夢》主要角色-賴聲川執導-國家戲劇院
- 2010-2015台北愛樂之愛樂劇工廠經典民歌音樂劇《微風往事》、《十年》男主角飾王政泰-國父紀念館及台灣巡演
- 雲林愛樂室內合唱團全球首部布袋戲主題音樂劇《潑辣辣的夢2》男主角
- 2015采苑文教基金會年度大型製作合唱戲劇《那些年-彩繪旅行 交鋒-時尚、人聲、打擊》編導演，新莊文化中心演出
- 2015 Charmmy Muses音樂劇《小步典弟弟的鋼琴Do Re Mi》導演 -誠品表演廳
- 大風與音樂時代音樂劇《四月望雨》主要角色 楊士平執導 飾吉村祥一總監製王偉忠 -國家戲劇院及台灣巡演
- 表演工作坊《國慶搖滾音樂劇-夢想家》主要角色飾林覺民
- 亞東劇團 2015《MSN之戀》《今夜不回家》男主角 -台灣巡演
- 兩廳院製作百老匯音樂劇《海上情緣-Anythinggoes》主要演員-百老匯Brook C Hall -國家音樂廳
- 采苑藝術文教基金會合唱戲劇《內灣火車》《我來自何方》《原住民合唱戲劇-莎瑪娜》《旗袍奏鳴曲-玫瑰人生》《幸福進行曲》男主角
- 夢蓮花戲劇坊音樂劇《吉星高照》主要角色 赴廈門巡演
- 中華汽車Zinger上市記者會主持人及Car Show 音樂劇男主角
- 2015-2016 艾丁格德國啤酒節主持人
- 全民大劇團定目劇《寶島綜藝秀》王偉忠、謝念祖編導創作 飾演歌手楚留香
- 台北愛樂之愛樂劇工廠年度音樂劇《老鼠娶親》主要演員-國家戲劇院
- 大風劇團大型音樂劇《小紅帽狂想曲》男主角 飾大野狼 - 國父紀念館
- 國立中正文化中心《舞者阿月》飾陳偉誠與舞者-黎煥雄執導
- 拉縴人男聲合唱團人聲樂團之夜～音樂無限 Lets Sing Vocal Band》音樂會導演
- 國立故宮博物院-精彩一百、國寶總動員特展《那夜，在故宮遇到乾隆皇》導演
- 故宮博物院兒童學藝中心開幕演出《國家寶藏》導演與主要演員
- 曇戲弄劇團《千首詞人慎芝-歌未央》飾夏心 黃建業執導-城市舞台
- 外表坊時驗團第十號作品《逃命吧寶貝》主要演員 符宏征執導
- 莎妹劇團《魔幻寫實劇場詩篇~百年孤寂》台南版主要演員
- 第四人稱表演域音樂劇《紅伶》舞者－王柏森執導 吳佩倩編舞
- 創作社劇團音樂劇《幾米地下鐵：一個音樂的旅程》台北、澳門、上海、新加坡巡迴場演員與舞者-黎煥雄執導
- 肢體音符舞團《捕風捉影─再現》2005年主要舞者-華碧玉編舞
- 基隆市慾望劇團年度製作之肢體舞蹈劇場《縱橫記憶》擔任編劇編舞、導演、演員
- 國家交響樂團NSO與表坊合作演出：賴聲川執導 簡文彬指揮--歌劇《女人皆如是》《唐‧喬望尼》演員與舞者
- 隨肢體音符舞團赴巴拉圭首都亞松森、英格納松市、東方市訪演－擔任《桃花緣》《生命之舞》主要舞者
- 陳彥廷個人獨奏會《Solitude》編導創作與主要演員舞者
- 香巴拉劇坊年度製作國家實驗劇場《雪焰》舞蹈設計
- 2006國家音樂廳拉縴人合唱團聶焱庠音樂會《逍遙遊》編舞
- 台北藝術大學舞蹈表演所畢業製作《尋找另一個自己》舞者
- 吳佩倩舞極林志斌創作舞展《爵醒》主要舞者與戲劇創作
- 光之舞藝團《我在地下鐵遇見天使》主要演員王娟 鴻鴻執導
- 高雄汎美舞蹈團創作舞劇《阿拉丁》主要舞者
- 蓮華普門說唱舞劇《大唐西域記》主要舞者
- 鞋子兒童實驗劇團歌舞劇《安拿生與沒什麼》男主角飾安拿生、《來，請坐下》男主角-台灣巡演
- 牛古演劇團歌舞劇《媽媽好討厭》鵝妹妹》《螃蟹與男孩》主要演員-台灣巡演
- 牛古演劇團歌舞劇《123大野狼》《快樂王國》主要演員
- 2005年台北藝術節-東方前衛《潮汐》主要演員
- 耕莘藝術季香巴拉劇坊歌舞劇《女人》主要演員
- 大衛•麥基作品-艾瑪系列二《艾瑪回來了》配音
- 德桃癌症文教基金會-我們和未來有約記者會主要演員
- 擔任節目特別來賓：小明星大跟班、鴻門家宴、全民星攻略、命運好好玩、綜藝大集合、明星運動會、單身行不行、民視除夕特別節目、全家有智慧、流行新勢力等等

## 廣告代言
- 桂格北海道鮮奶麥片
- 愛之味苦瓜分解茶(莎莎代言)廣告
- 必勝客《珍鮮海龍宴》
- 肯德基《卡啦雞腿堡驚奇篇》
- YAHOO奇摩購物商城電視廣告重要角色—飾演楚留香
- 《HOT好車大聯盟—嚴選篇》主要廣告演員
- 中興保全AED傻瓜電擊器(月台篇)
- 伊莎貝爾(獅子座:愛他 就要讓全世界都知道)
- Garena客服聯盟-競賽篇、堅持篇、信念篇
- 手機遊戲廣告《小李飛刀-無間道篇》男主角
- 席夢思《床邊故事》微電影男主角
- 《三菱汽車廣告贏家ZINGER-天性篇》男主角
- 《中興保全AED心臟電擊器-月台篇》男主角
- 《落健毛人舞蹈劇場》廣告系列-現代舞作鐘點戰編舞及各迷你劇系列動作指導
- 謝霆鋒《天使看的戲》MV男主角與舞蹈指導編排-金卓執導
- 《中華電信雲端ERP/POS》簡介片男主角
- 2017擔任Marlboro廣告擔任男主角
- EPSON會說話相本網路廣告-孫子篇廣告編劇、導演
- EPSON《LW-400標籤機父子篇》網路廣告男主角及編導演
- GARENA客服聯盟-連接世界玩家的心廣告、微電影主要角色飾演駭客任務NEO
- 2013 身心障礙新制廣告-I can fly男主角
- 桂格北海道鮮奶麥片-邱澤60秒微電影、廣告重要角色
- 《摩根富林明之投資人生網路影片》男主角
- 《土地銀行簡單篇》廣告男主角
- 擔任中山都匯-極仰望的尊榮建案平面廣告男主角
- 水利署宣導短片《孔明節水三十六計》男主角-飾孔明
- 《伊莎貝爾星座愛情求婚廣告--獅子座》男主角
- 《光速通訊Cable Modem上網大帳單篇》男主角
- 《職訓局ejob全國就業e網》主要廣告演員
- 《台灣固網006-自己做主篇》主要廣告演員
- Yahoo奇摩廣告《禮物人生-學長是對的求婚篇》廣告演員
- 《台灣第一品牌綠川蜆精》主要廣告演員
- 花旗銀行白色情人節無名小站網路廣告活動CF男主角

## 外部連結
- 陳彥廷的Facebook專頁
- 陳彥廷的Instagram帳戶